# LEN European Cup 1985-1986
La LEN European Cup 1985-1986 è stata la ventitreesima edizione del massimo trofeo continentale di pallanuoto per squadre di club.
La fase finale, svoltasi in un turno a gironi e in semifinali e finale dirette, è stata disputata da otto squadre.
I berlinesi del Wasserfreunde Spandau hanno conquistato la coppa per la seconda volta, superando in finale il Budapesti Vasutas Sport Club.

## Quarti di finale

### Gironi
| Gruppo A         |
| sede: Veenendaal |
| - Alphen         |
| - Vasutas        |
| - Posillipo      |
| - Spandau        |

| Gruppo B        |
| sede: Marsiglia |
| - Jug Dubrovnik |
| - Marsiglia     |
| - Montjuïc      |
| - Stilon Gorzów |

### Gruppo A
|    | Quarti 1985-1986 | Pti | G | V | N | P | GF | GS | DR |
| -- | ---------------- | --- | - | - | - | - | -- | -- | -- |
| 1. | Spandau          | 4   | 3 | 2 | 0 | 1 | 31 | 25 | +7 |
| 2. | Vasutas          | 4   | 3 | 2 | 0 | 1 | 23 | 22 | +1 |
| 3. | Alphen           | 2   | 3 | 1 | 0 | 2 | 21 | 29 | -8 |
| 4. | Posillipo        | 2   | 3 | 1 | 0 | 2 | 34 | 33 | +1 |

|  | Alphen  | 3-10  | Budapest  |
|  | Spandau | 12-15 | Posillipo |

|  | Alphen   | 6-8 | Spandau   |
|  | Budapest | 9-8 | Posillipo |

|  | Alphen  | 12-11 | Posillipo |
|  | Spandau | 11-4  | Budapest  |

### Gruppo B
|    | Quarti 1985-1986 | Pti | G | V | N | P | GF | GS | DR  |
| -- | ---------------- | --- | - | - | - | - | -- | -- | --- |
| 1. | Jug Dubrovnik    | 6   | 3 | 3 | 0 | 0 | 34 | 28 | +4  |
| 2. | Montjuïc         | 4   | 3 | 2 | 0 | 1 | 33 | 27 | +6  |
| 3. | Marsiglia        | 2   | 3 | 1 | 0 | 2 | 24 | 24 | 0   |
| 4. | Stilon Gorzów    | 0   | 3 | 0 | 0 | 3 | 22 | 34 | -12 |

|  | Jug       | 10-8 | Stilon   |
|  | Marsiglia | 4-9  | Montjuïc |

|  | Montjuïc  | 13-10 | Stilon |
|  | Marsiglia | 9-11  | Jug    |

|  | Jug       | 13-11 | Montjuïc |
|  | Marsiglia | 11-4  | Stilon   |

## Semifinali
| Andata | Andata                  | Andata |
| Data   | Gara                    | Ris.   |
| ------ | ----------------------- | ------ |
| ?      | Jug Dubrovnik - Vasutas | 6-6    |
| ?      | Montjuïc - Spandau      | 7-7    |

| Ritorno | Ritorno                 | Ritorno | Ritorno |
| Data    | Gara                    | Ris.    | Tot.    |
| ------- | ----------------------- | ------- | ------- |
| ?       | Vasutas - Jug Dubrovnik | 10-7    | 16-13   |
| ?       | Spandau - Montjuïc      | 11-6    | 18-13   |

## Finale
| Andata | Andata            | Andata |
| Data   | Gara              | Ris.   |
| ------ | ----------------- | ------ |
| ?      | Vasutas - Spandau | 9-7    |

| Ritorno | Ritorno           | Ritorno | Ritorno |
| Data    | Gara              | Ris.    | Tot.    |
| ------- | ----------------- | ------- | ------- |
| ?       | Spandau - Vasutas | 7-4     | 14-13   |

### Campioni
- Spandau Campione d'Europa:

Peter Röhle, Thomas Loebb, Piotr Bukowski, Hohenstein, Armando Fernández, Ehrl, Kison, Hagen Stamm, Roland Freund, Grundt, Schneider.

## Fonti
- (EN)  LEN, The Dalekovod Final Four - Book of Champions 2011, 2011 (versione digitale)